# 와일더 펜필드
와일더 펜필드(영어: Wilder Penfield, 1891년 1월 26일 - 1976년 4월 5일)는 미국 출신 캐나다의 신경외과 의사로, 인간의 대뇌와 신체 각 부위 간의 연관성을 규명한 '펜필드의 지도'로 유명하다. 대뇌피질 호문쿨루스(영어: Cortical homunculus), 또는 펜필드의 호문쿨루스(영어: Homunculus of Penfield)는 인간의 대뇌피질을 중심으로 하는 감각신경과 운동신경이 각기 다른 신체부위에 얼마만큼 연관되어 있는지를 크기로 대응시켜 나타낸 모형이다. 그의 신경학에 대한 공헌은 지대해서, 환각, 환상, 데자뷰 등 인간의 사고 프로세스와 관련된 다양한 현상들에 대한 연구물을 내놓았다. 평생 캐나다 맥길 대학교에서 교편을 잡고 학생들을 가르쳤으며, 맥길대학교 부속 로열 빅토리아 병원(Royal Victoria Hospital)에서 신경학을 연구했다.

## 생애

### 초기

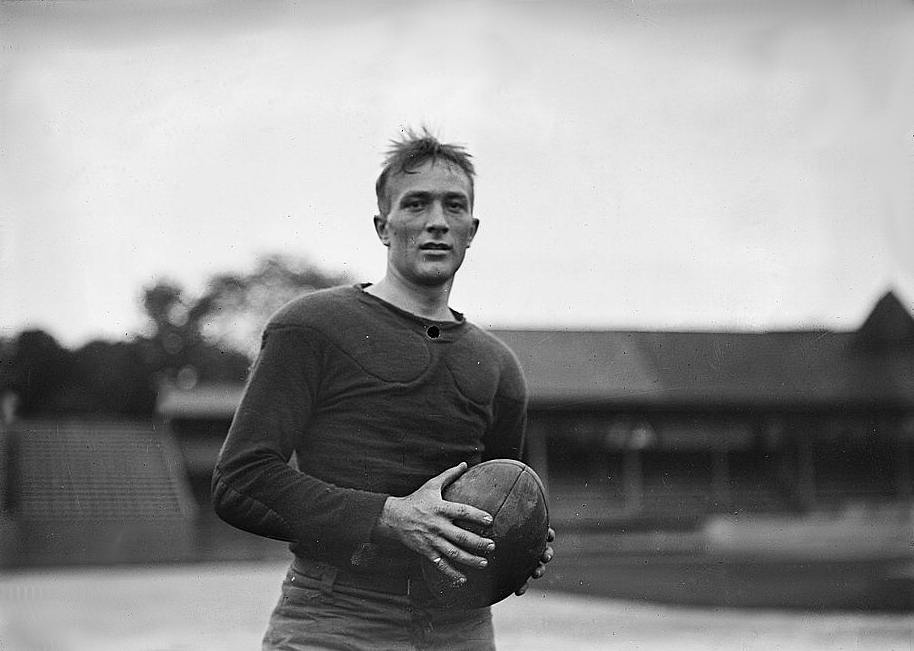
1913년 프린스턴 대학교에서

1891년 1월 26일 워싱턴주 스포캔에서 태어나 생애 초기의 대부분을 위스콘신주 허드슨에서 보냈다. 프린스턴 대학교에 입학하여 미식축구 팀에서 뛰었는데, 1913년 졸업 후 팀 코치로 짧게 기용되기도 하였다. 1915년 옥스퍼드 머튼 칼리지에서 로즈 장학금을 받아 찰스 스콧 셰링턴 경 밑에서 신경병리학을 공부했다. 머튼에서 한 학기를 보낸 후, 펜필드는 프랑스로 가서 파리 교외에 있는 군 병원에서 조수로 붕대감는 일을 도왔다. 1916년 그가 탑승했던 SS 서섹스호가 어뢰를 맞는 바람에 부상을 입었다. 이듬해 그는 헬렌 커못과 결혼하여 존스 홉킨스 의과대학에서 공부하기 시작하여 1918년에 의학 학위를 취득하였다. 1919년 머튼 칼리지로 돌아온 펜필드는 2년 동안 공부를 마쳤으며, 이 기간 동안 윌리엄 오슬러 경을 만났다. 1924년에 피오 델 호테가와 함께 5개월 동안 희소돌기아교세포를 발견하였다. 뉴욕과 독일에서 연구를 진행하였는데 1928년에는 6개월간 푀어스터 박사에게서 뇌 수술 중 환자를 깨어있게 하기 위해 국소 마취를 어떻게 사용해야 하는지 배웠다.

### 의사로서
하비 쿠싱 밑에서 외과 견습생 생활을 한 후, 뉴욕 신경학 연구소에 자리를 얻어 뇌전증을 치료하기 위한 첫 단독 수술을 수행했다. 뉴욕에 있는 동안 뇌전증의 외과적 치료를 더 연구할 수 있는 연구소에 기부하기를 원했던 데이비드 록펠러를 만나기도 했다. 1928년 펜필드는 빈센트 메러디스 경의 초청을 받아 퀘벡주 몬트리올으로 이주하였다. 그곳에서 펜필드는 맥길 대학교와 로열 빅토리아 병원에서 가르쳤고, 도시의 첫 신경외과 의사가 되었다.

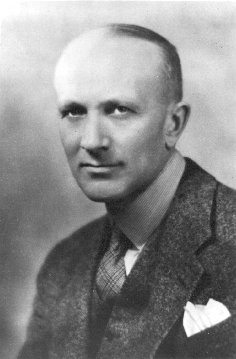
1934년 몬트리올 신경학 연구소에서

1934년, 펜필드는 윌리엄 콘 박사와 함께 록펠러 기금과 함께 설립된 맥길 대학교의 몬트리올 신경학 연구소와 병원의 초대 소장이 되었다. 같은 해 캐나다 시민권도 얻었다. 거기서 뇌종양으로 고통받던 여동생 루스의 수술을 여러 차례 진행했으나 결국 여동생을 떠나보냈다.
펜필드는 1950년에 미국 예술 과학 아카데미의 외국인 명예 회원으로 선출되었고, 10년 후인 1960년에 은퇴했다. 1953년에는 메리트 훈장도 수여받았다.

### 말년
말년의 펜필드는 대학교육에 헌신하였다. 친구인 조르주 바니에르 총독, 폴린 바니에르와 함께 "가정에서 교육을 장려하고 지도하기 위해" 바니에르 가족 연구소를 공동 설립했다. 그는 또한 어린 아이에게 모국어와 외국어를 동시에 가르쳐야한다는 주장을 가장 먼저 한 사람들 중 하나였다.
1976년 4월 5일 몬트리올 로열 빅토리아 병원에서 위암으로 사망하였다. 그와 아내 헬렌은 멤프레마고그 호수 서전트 만의 이스트 볼튼에 있는 가족 사유지에 묻혔다.